# 西鷹巢站
西鷹巢站（日语：／ Nishi-Takanosu eki */?）是位於秋田縣北秋田市鷹巢字東中岱57番地，秋田內陸縱貫鐵道的秋田內陸線車站。

## 歷史
- 1989年（平成元年）4月1日 - 秋田內陸縱貫鐵道開設此站，當時車站位於北秋田郡鷹巢町（日语：鷹巣町）。

## 車站構造
此站是地面車站，設有1面1線的單式月台。此站沒有車站大樓，在月台上設有候車室。

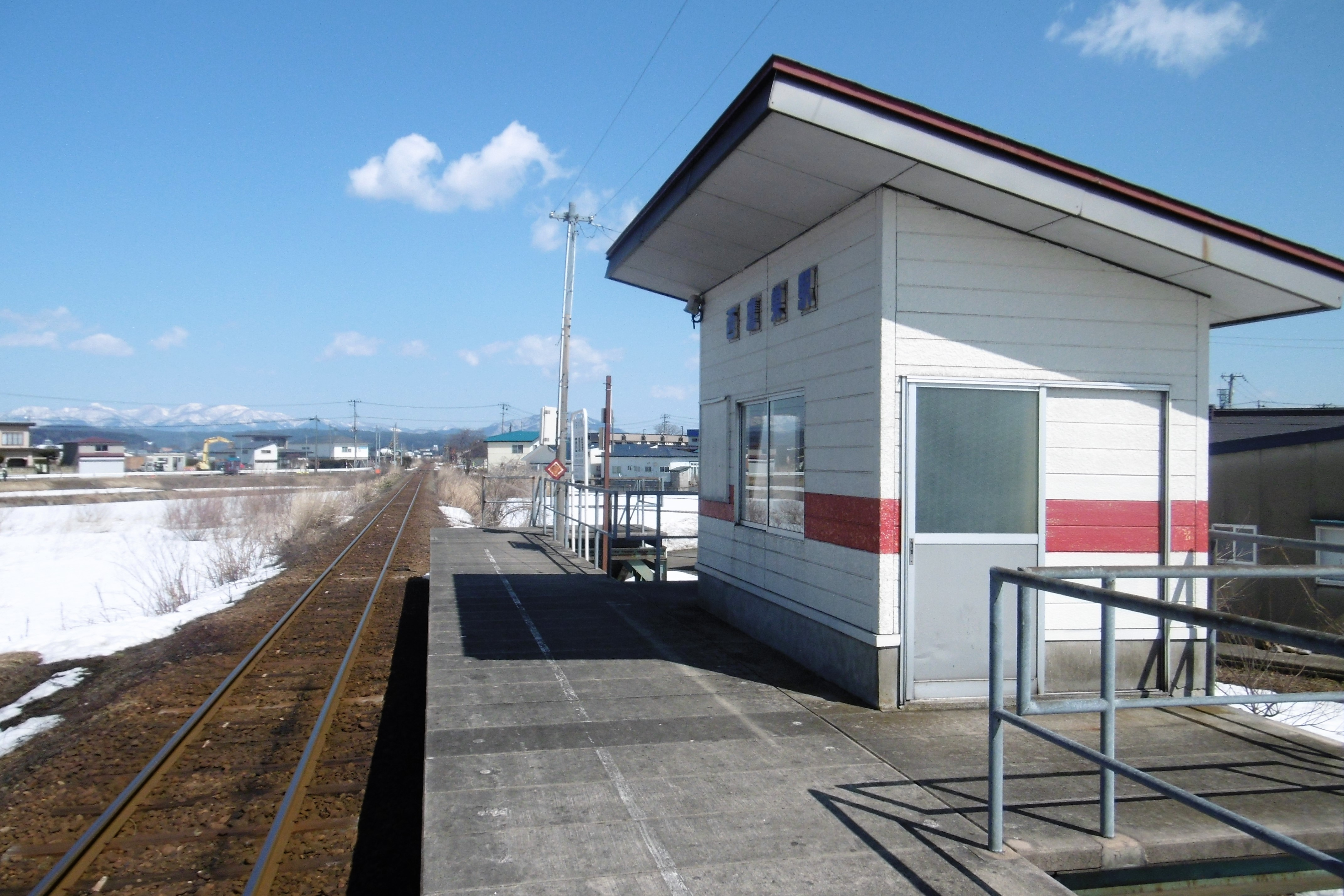
望向鷹巢站方向

## 使用狀況
| 1日上落車人次 | 1日上落車人次 |
| 年度          | 1日平均人次   |
| ------------- | ------------- |
| 2016年        | 9             |
| 2017年        | 9             |

## 車站周邊
車站東邊設有縣道24號鷹巢川井堂川線，該處設有Hello Work、警署、消防署和體育館等設施。另外，在北秋田地域振興局前設有機場利木津巴士和市區循環巴士的巴士站。在車站西邊設有綴子川，該處為廣寬的田園地帶。
- 宇宙會堂鷹巢
- 秋田縣北秋田警署（日语：北秋田警察署）
- 北秋田市消防本部（日语：北秋田市消防本部）
- 秋田魁新報社鷹巢分局
- 丸紅牛仔（日语：本間物産）鷹巣店
- 北秋田保健所
- 北秋田地域振興局 - 利木津巴士和市區循環巴士的巴士站
- 秋田縣土地改良事業團體連合會北事務所
- 秋田Toyopet鷹巢店
- Hello Work（日语：ハローワーク）鷹巢
- 北秋田市民泳池
- 北秋田市鷹巢體育館 - 市區循環巴士的巴士站
- 藥王堂（日语：薬王堂）北秋田鷹巢店
- 北秋田市立鷹巢小學（日语：北秋田市立鷹巣小学校）
- 秋田縣道24號鷹巢川井堂川線（日语：秋田県道24号鷹巣川井堂川線）
- 伊勢堂岱溫泉「繩文之湯」- 設有接送服務

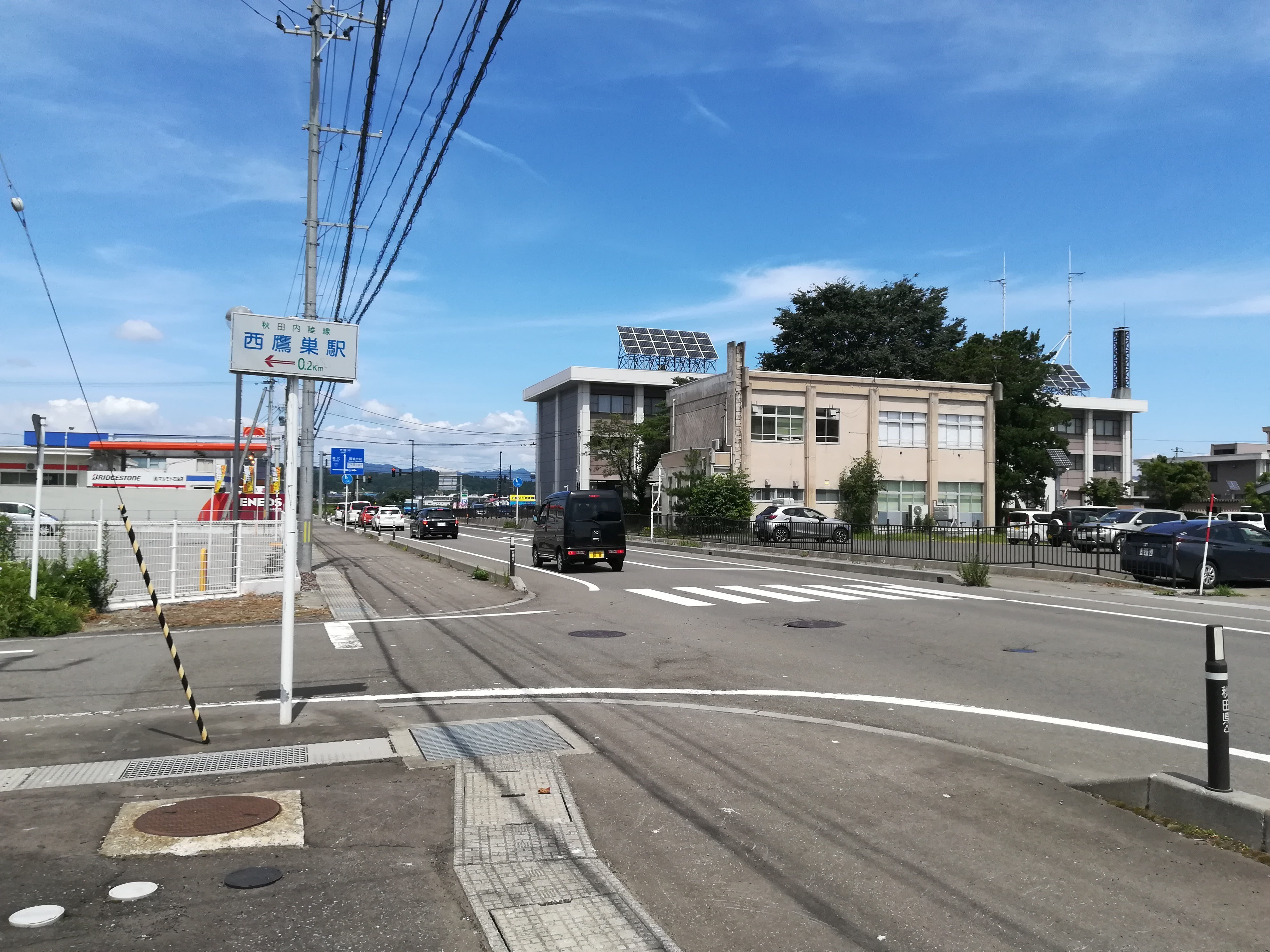
鷹巢川井堂川線 西鷹巢站入口

## 相鄰車站
秋田內陸縱貫鐵道
■秋田內陸線
□快速、■普通
鷹之巢－西鷹巢－繩文小田

## 注腳
1. ↑  国土数値情報(駅別乗降客数データ)  （页面存档备份，存于）（日語） - 統計情報研究，2020年8月30日參閲

## 外部連結
- 路線圖（各站資訊） （页面存档备份，存于）（日語） - 秋田內陸縱貫鐵道